# Autòlic (areopagita)
Autòlic (en grec antic Αὐτόλυκος) va ser un areopagita acusat per l'orador Licurg per haver traslladat la seva dona d'Atenes després de la batalla de Queronea l'any 338 aC i va ser condemnat pels jutges.
El text de Licurg que contenia l'acusació es va conservar per un temps, però finalment es va perdre.